# Cicadidae
Los cicádidos (Cicadidae), conocidos comúnmente como cigarras, chicharras, chiquilichis, cocoras, cocorrín, cogollos, coyoyos, coyuyos, ñakyrã, ñes, campañero, tococos o totorrones, son una familia de insectos del orden Hemiptera. Las cigarras pueden vivir tanto en climas templados como tropicales. Tienen un desarrollo vital completo que dura de dos a diecisiete años, según la especie. Las ninfas viven enterradas mientras que los adultos viven sobre vegetales, alimentándose de su savia. La intensidad del sonido o canto que emite una cigarra puede llegar a los 86 dB.

## Características
Miden entre 15 y 65 mm de largo. Poseen un aparato bucal succionador que les permite alimentarse de savia de los árboles y otras plantas. Tienen una cabeza opistognata, pronoto pequeño y mesonoto desarrollado, tarsos de uno a tres artejos, poseen dos pares de alas homogéneas y membranosas que se pueden desplegar adquiriendo tonos transparentes o coloreados, y que en reposo se disponen en forma de tejadillo.
Es notorio el canto entonado por los machos para atraer a las hembras, producido por un aparato estridulatorio situado en los costados del primer segmento abdominal, que consta de membranas quitinosas llamadas timbales y de sacos con aire que funcionan como cajas de resonancia, emitiendo cada especie un sonido propio característico. Los órganos auditivos están ubicados en el tórax. Aunque el sonido es emitido a cualquier hora del día, es más frecuente e intenso al anochecer y al amanecer y pueden emerger hasta 1.5 millones de cigarras por acre (0.4 hectáreas).

## Ciclo de vida

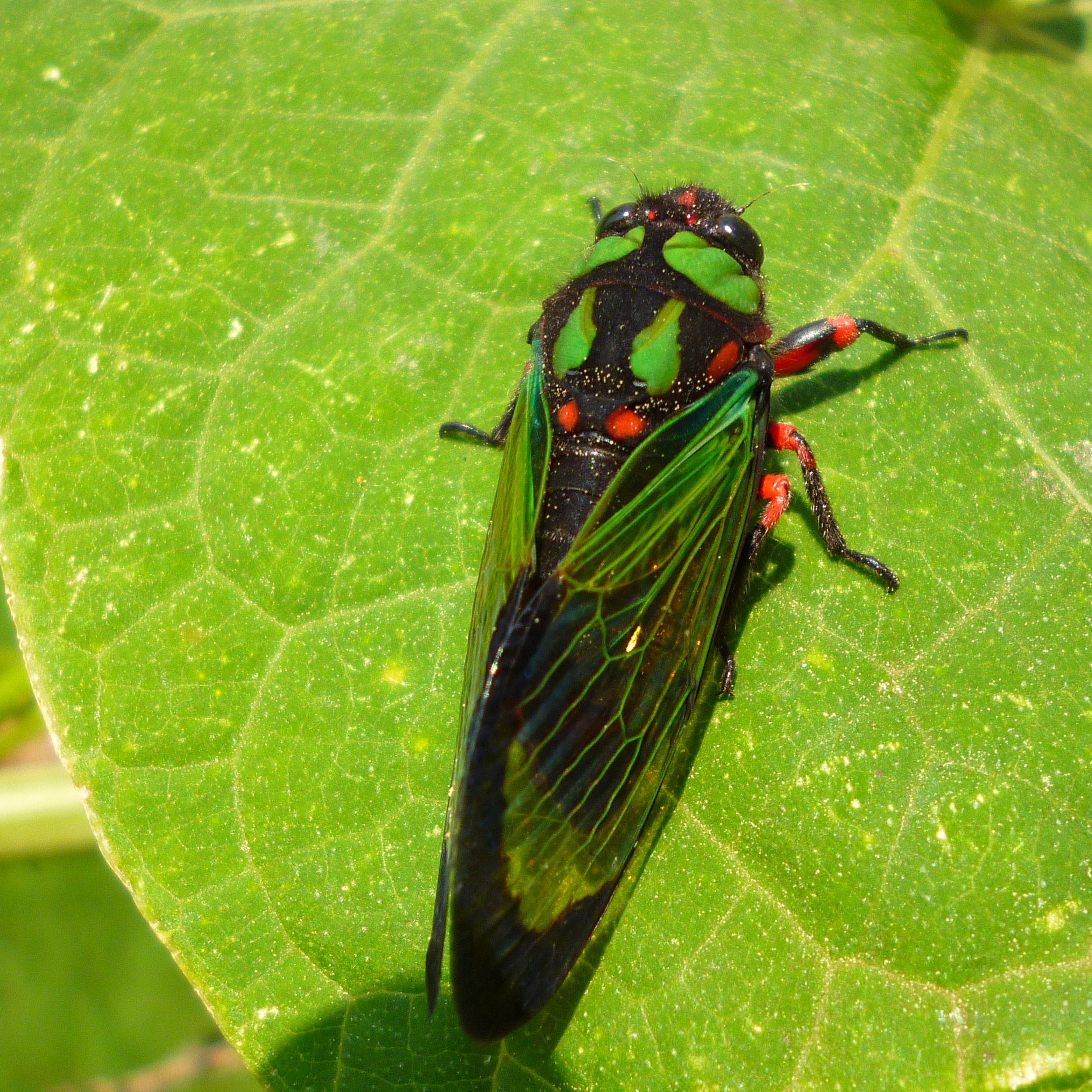
Chicharra en provincia de Misiones, Argentina.

La vida de los cicácidos pasa por diversas fases:

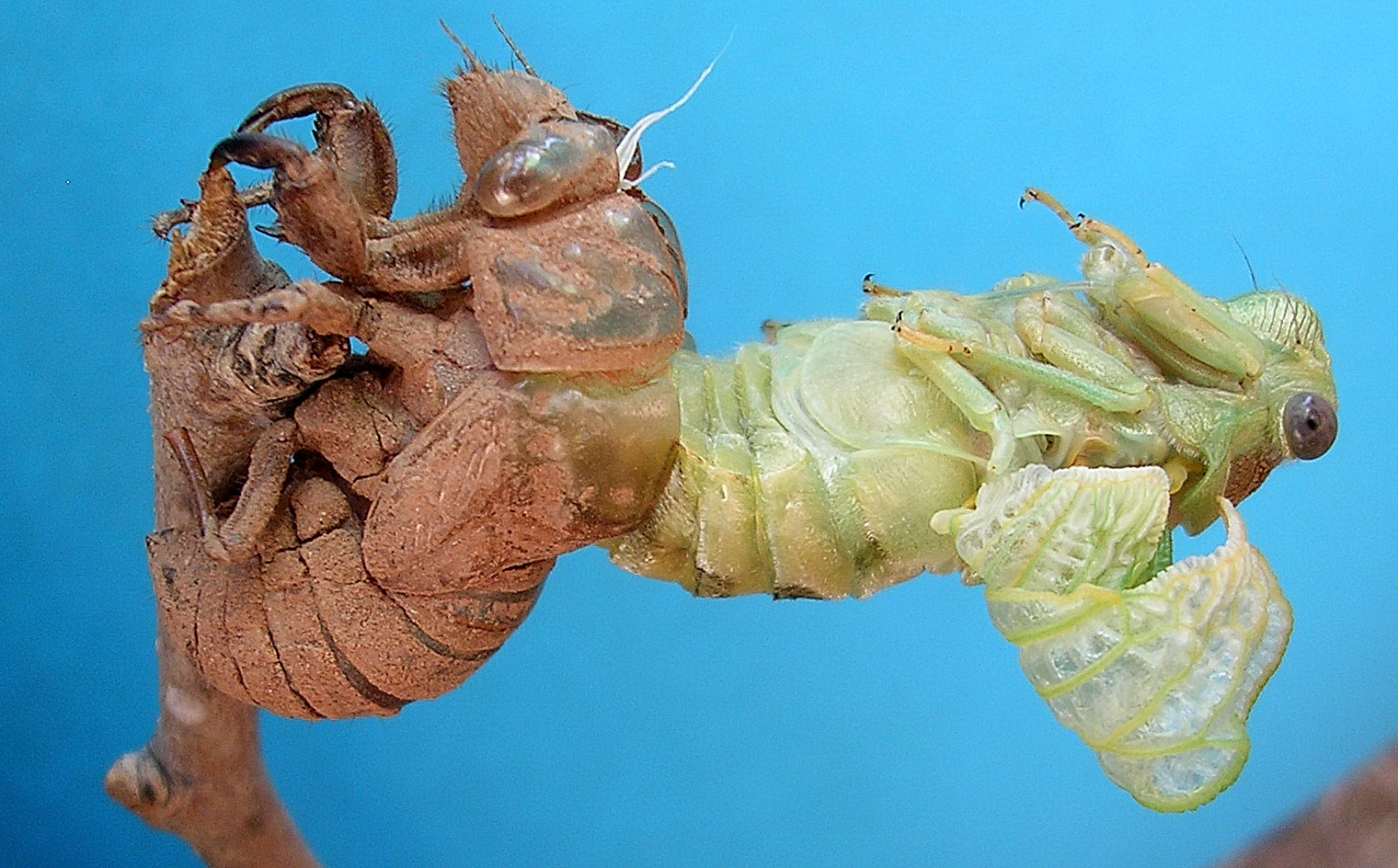
Cigarra abriendo sus alas, al salir de tierra.

Muda de una cigarra

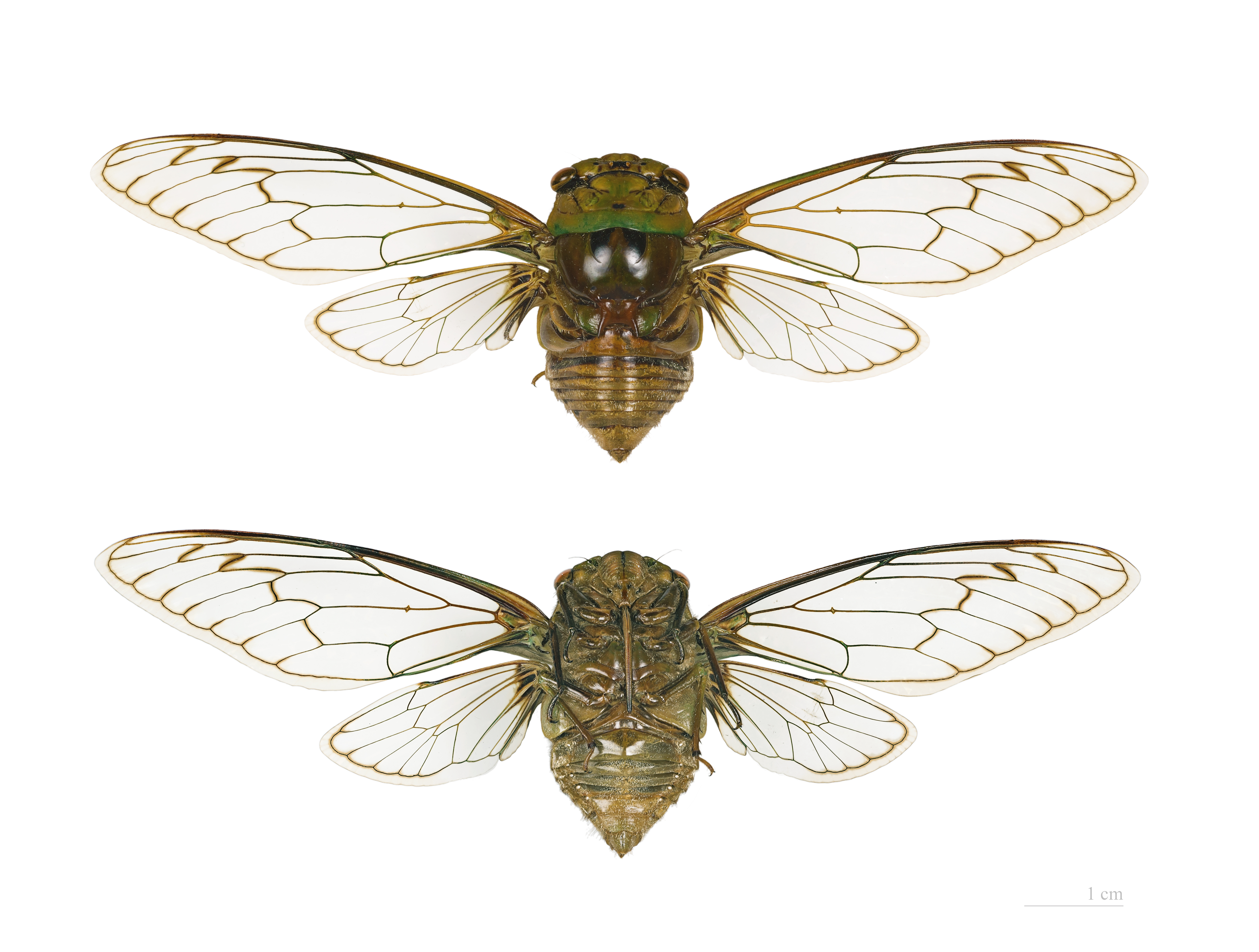
Fidicina mannifera

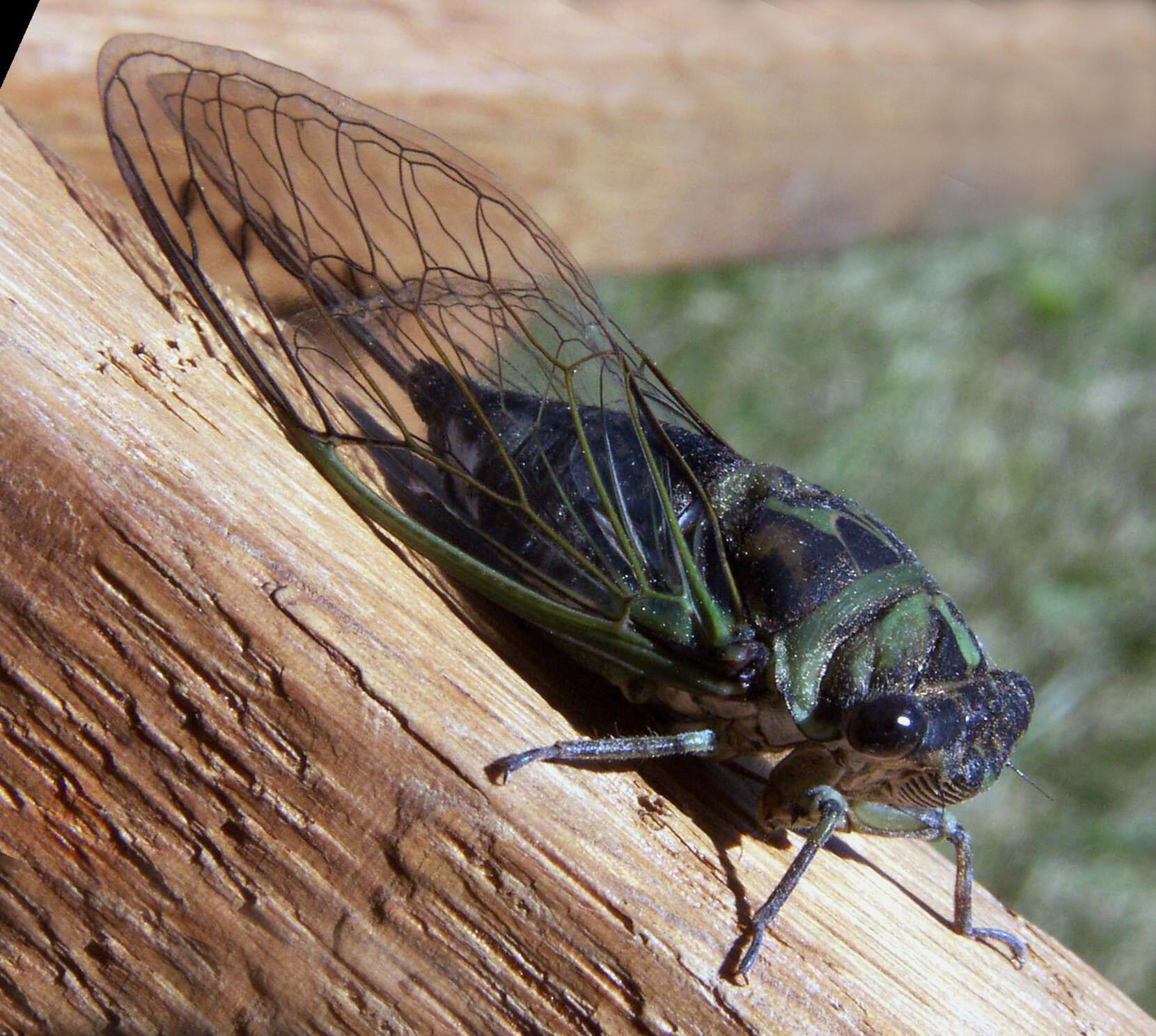
Tibicen linnei

1. Las hembras ponen sus huevos y mueren poco después.
2. Los insectos jóvenes (o ninfas) caen al suelo y penetran en la tierra.
3. Durante entre dos y diecisiete años, según la especie, viven dentro de la tierra, alimentándose de la savia de las raíces.
4. Después de ese período, cavan túneles, suben a los árboles y sufren una muda, transformándose en adultos con alas y genitales desarrollados.
5. Finalmente, tiene lugar el apareamiento. La época del año varía según la especie y la región, si bien es más frecuente en verano. Cuando coinciden varias especies en esta fase, de unas dos semanas de duración, se produce un fenómeno sonoro peculiar, muy asociado al calor.

## Clasificación
Son miles las especies de cigarras de la familia Cicadidae presentes en todos los continentes, con excepción del continente Antártico. Los entomólogos trabajan y discuten sobre su clasificación en subfamilias y tribus. Esta clasificación está pues en construcción y debate:

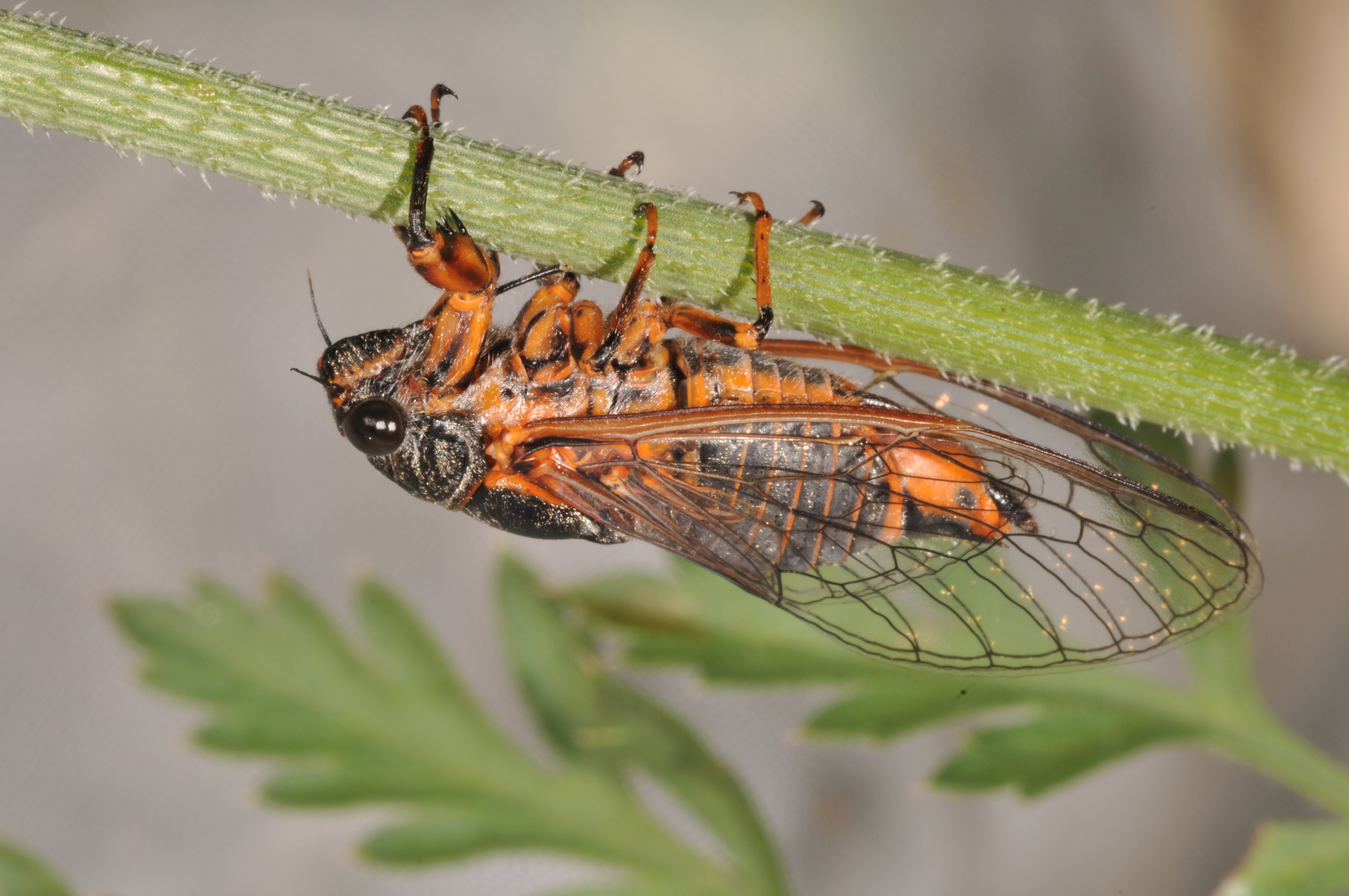
Cicadetta montana

Subfamilia Cicadinae - Cigarras translúcidas
- Tribu Burbungini
- Tribu Cicadini
  - Ambragaeana ambra Chou & Yao, 1985
  - Cicada barbara Stål, 1866
    - Cicada barbara lusitanica Boulard, 1982

  - Cicada mordoganensis Boulard 1979
  - Cicada obtusa Uhler, 1903
  - Cicada orni L., 1758
  - Cicadatra alhageos Kolenati, 1857
  - Cicadatra atra Olivier, 1790
  - Cicadatra hyalina Fabricius, 1798
  - Cicadatra hyalinata Brullé, 1832
  - Cicadatra persica Kirkaldy, 1909
  - Cicadatra querula Pallas, 1773
  - Illyria australensis Kirkaldy, 1909
  - Leptosemia fuscolimbata Schumacher, 1915
  - Neocicada chisos Davis, 1916
  - Psalmocharias plagifera Schumacher
  - Psalmocharias querula Pallas
  - Psalmocharias rugipennis Walker
- Tribu Cyclochilini
  - Cyclochila australasiae Donovan
- Tribu Dundubiini
  - Aceropyga aluana Distant
  - Calcagninus divaricatus Bliven, 1964
  - Cosmopsaltria aurata Duffels, 1983
  - Cosmopsaltria doryca Boisduval
  - Cosmopsaltria gracilis Duffels, 1983
  - Cosmopsaltria huonensis Duffels, 1983
  - Cosmopsaltria microdon MK.
  - Cosmopsaltria papuensis Duffels
  - Cosmopsaltria satyrus Duffels
  - Cosmopsaltria signata Duffels, 1983
  - Diceropyga bougainvillensis Duffels
  - Diceropyga gravesteini Duffels, 1977
  - Diceropyga margarethae Duffels
  - Diceropyga obtecta Fabricius
  - Dundubia apicutzta Nehr
  - Dundubia euterpe Bloem & Duffels
  - Dundubia nagarasigna Distant
  - Dundubia oopaga Distant
  - Dundubia rufivena Walker
  - Dundubia somraji Boulard
  - Dundubia vaginata Fabricius
  - Macrosemia tonkiniana Jacobi, 1905
  - Meimuna durga Distant, 1881
  - Meimuna tavoyana Distant, 1888
  - Platylomia abdulla Pringle
  - Platylomia flavida Guérin-Méneville
  - Platylomia larus Walker
  - Platylomia lemoultii Lallemand
  - Platylomia saturata Walker
  - Platylomia spinosa Fabricius
  - Orientopsaltria duarum Walker
  - Orientopsaltria padda Distant
  - Orientopsaltria ruslani Duffels & Zaidi
  - Tanna japonensis Distant
- Tribu Gaeanini
  - Ambragaeana ambra Chou & Yao, 1985
  - Gaeana cheni Chou & Yao, 1985
  - Gaeana depinguenda
  - Gaeana festiva
  - Gaeana maculata F.
- Tribu Jassopsaltriini
- Tribu Lyristini
  - Lyristes plebejus Scopoli, 1763
- Tribu Moganniini
  - Mogannia caesar Jacobi, 1902
  - Mogannia conica Germar, 1830
  - Mogannia cyanea Walker, 1858
  - Mogannia histrionica Uhler, 1862
  - Mogannia saucia Noualhier, 1896
- Tribu Platypleurini - Cigarras crepitantes
  - Ollanta modesta Distant, 1881
  - Platypleura arminops Noualhier, 1896
  - Platypleura auropilosa Kato, 1940
  - Platypleura divisa Germar
  - Platypleura fenestrata Uhler, 1862
  - Platypleura fulvigera Walker
  - Platypleura hilpa Walker
  - Platypleura kaempferi Fabricius
  - Platypleura limbata
  - Platypleura machadoi Boulard, 1972
  - Platypleura mira Distant, 1904
  - Platypleura nobilis Germar, 1830
  - Platypleura poeyl Guérin-Méneville
  - Platypleura stridula L.
  - Platypleura watsoni Distant, 1897
  - Pycna
  - Ugada grandicollis Germar
  - Ugada limbata Fabricius
  - Ugada nigrofasciata Distant
  - Ugada nutti Distant
- Tribu Pomponiini
  - Megapomponia clamorigravis Boulard, 2005
  - Megapomponia imperatoria Westwood, 1842
  - Megapomponia intermedia Distant, 1905
  - Megapomponia pendleburyi Boulard, 2001
  - Pomponia bindusaria
  - Pomponia dolosa Boulard
  - Pomponia imperatoria Westwood
  - Pomponia linearis Walker, 1850
  - Pomponia zebra Bliven, 1964
- Tribu Tamasini
- Tribu Thophini

Subfamilia Tibiceninae - Cigarras con timbal oculto
- Tribu Cryptotympanini
  - Chremistica chueatae Boulard, 2004
  - Chremistica germana Distant, 1888
  - Chremistica guamauangensis Salmah & Zaidi, 2002
  - Chremistica moultoni Boulard, 2002
  - Chremistica mussarens Boulard, 2005
  - Chremistica nesiotes Breddin, 1905
  - Chremistica numida Distant, 1911
  - Chremistica ochracea Walker, 1850
  - Chremistica pontianaka Distant, 1888
  - Chremistica siamensis Bregman, 1985
  - Chremistica viridis Fabricius, 1803
  - Cryptotympana acuta Signoret
  - Cryptotympana aquila Walker, 1850
  - Cryptotympana atrata Fabricius
  - Cryptotympana epithesia Distant
  - Cryptotympana karnyi Moulton
  - Cryptotympana mandarina Distant, 1891
  - Cryptotympana mimica Distant
  - Cryptotympana sinensis Distant
  - Neotibicen auriferus
  - Neotibicen bermudianus
  - Neotibicen canicularis
  - Neotibicen latifasciatus
  - Salvazana mirabilis Distant
  - Salvazana umporizus Distant
- Tribu Fidicinini
  - Dorisiana bonaerensis Berg.
  - Fidicinia amoena Distant
  - Fidicina mannifera Fabricius
  - Fidicina obtusa
  - Fidicina opalina Germar
  - Fidicina panamaensis Davis, 1939
  - Fidicina praecox
  - Fidicina pronoe Walker
  - Fidicinoides determinata Walker, 1858
  - Proarna insignis Distant, 1881
- Tribu Hyantiini
  - Hyantia honesta Walker, 1850
  - Quesada gigas Oliver, 1790
- Tribu Polyneurini
  - Angamiana floridula Distant, 1904
  - Angamiana melanoptera Boulard, 2005
- Tribu Tibicenini
  - Conibosa occidentis Walker
  - Diceroprocta apache Davis, 1921
  - Diceroprocta belizensis Distant, 1910
  - Diceroprocta bicosta Walker, 1850
  - Diceroprocta grossa Fabricius
  - Diceroprocta tibicen L.
  - Diceroprocta transversa Walker, 1858
  - Tibicen canicularis Harris
  - Tibicen linnei Smith & Grossbeck, 1907
  - Tibicen plebejus Scopoli
  - Tibicen pruinosus Say
- Tribu Tosenini
  - Ayuthia spectabile Distant, 1919
  - Tosena areata Distant
  - Tosena fasciata Fabricius
  - Tosena paviei Noualhier
  - Tosena splendida Distant
  - Formotosena seebohmi Distant
- Tribu Zammarini
  - Odopoea diriangani Distant, 1881
  - Odopoea poeyi Guérin-Méneville
  - Zammara bigibba Schmidt
  - Zammara smaragdina Walker, 1850
  - Zammara strepens Amyot & Serville
  - Zammara tympanum Fabricius

Subfamilia Tettigadinae - Cícadas estridentes
- Tribu Tettigomyiini
  - Tettigades mexicana Distant, 1881
  - Psephenotettix sarcinatrix Torres, 1944

Subfamilia Cicadettinae - Cigarras con timbal visible
- Tribu Carinetini
  - Herrera ancilla Stål, 1864
- Tribu Cicadettini
  - Birrima castanea Goding & Froggatt, 1904
  - Birrima varians Germar, 1834
  - Cicadetta aaede Walker, 1850
  - Cicadetta abdominalis Distant, 1892
  - Cicadetta adelaida Ashton, 1914
  - Cicadetta celis Moulds, 1988
  - Cicadetta crucifera Ashton, 1912
  - Cicadetta infuscata Goding & Froggatt, 1904
  - Cicadetta láctea Distant, 1905
  - Cicadetta melete Walker, 1850
  - Cicadetta torrida Erichson, 1842
  - Froggattoides pallida Ashton, 1912
  - Kikihia convicta Distant, 1892
  - Kobonga umbrimargo Walker, 1858
  - Melampsalta leptomera
  - Melampsalta leucoptera Germar, 1830
  - Melampsalta montana
  - Melampsalta varipes Waltl, 1837
  - Notopsalta atrata Goding & Froggatt, 1904
  - Pauropsalta aktites Ewart, 1989
  - Urabunana wollomombii Coombs, 1995
- Tribu Chlorocystini
  - Chlorocysta fumea Ashton, 1914
  - Chlorocysta suffusa Distant, 1907
  - Chlorocysta vitripennis Westwood, 1851
  - Cystopsaltria immaculata Goding & Froggatt, 1904
  - Cystosoma saundersii Westwood, 1842
  - Cystosoma schmeltzi Distant, 1882
- Tribu Dazini
  - Daza montezuma Walker, 1850
- Tribu Gymnotympanini
- Tribu Huechysini
  - Hueschys sanguínea
- Tribu Parnisini
- Tribu Plautillini
  - Angamiana floridula Distant
  - Graptosaltria nigrofuscata Kubo-Irie, 2003
- Tribu Prasiini
- Tribu Taphurini
- Tribu Tibicinini - Cigarras periódicas
  - Magicicada cassini Fisher
  - Magicicada septemdecim L., 1758
  - Okangana ornata Van Duzee
  - Okanagodes gracilis Davis

Actualmente, es cuestionada la existencia de la tribu Tibicinini, ya que algunos clasifican al género Magicicada dentro de la tribu Taphurini y al género Tibicina en la subfamlia Tettigadinae. Varios expertos consideran que la subfamilia Cicadettinae es en realidad una familia aparte que designan como Tibicinidae. Otros expertos consideran que la subfamilia Tibiceninae no debe separarse e incluyen las tribus presentadas dentro de esta en la subfamilia Cicadinae. Por el contrario, otros separan de Cicaninae, la subfamilia Platypleurinae. Ha sido propuesta la subfamilia Tettigarctinae para agrupar algunas especies velludas de Australia.